# Julius Georg Paul du Roi
Julius Georg Paul du Roi (* 20. Juni 1754 in Braunschweig; † 11. Oktober 1825 ebenda) war ein deutscher Jurist und Direktor der braunschweigischen Armenanstalt.

## Leben und Werk

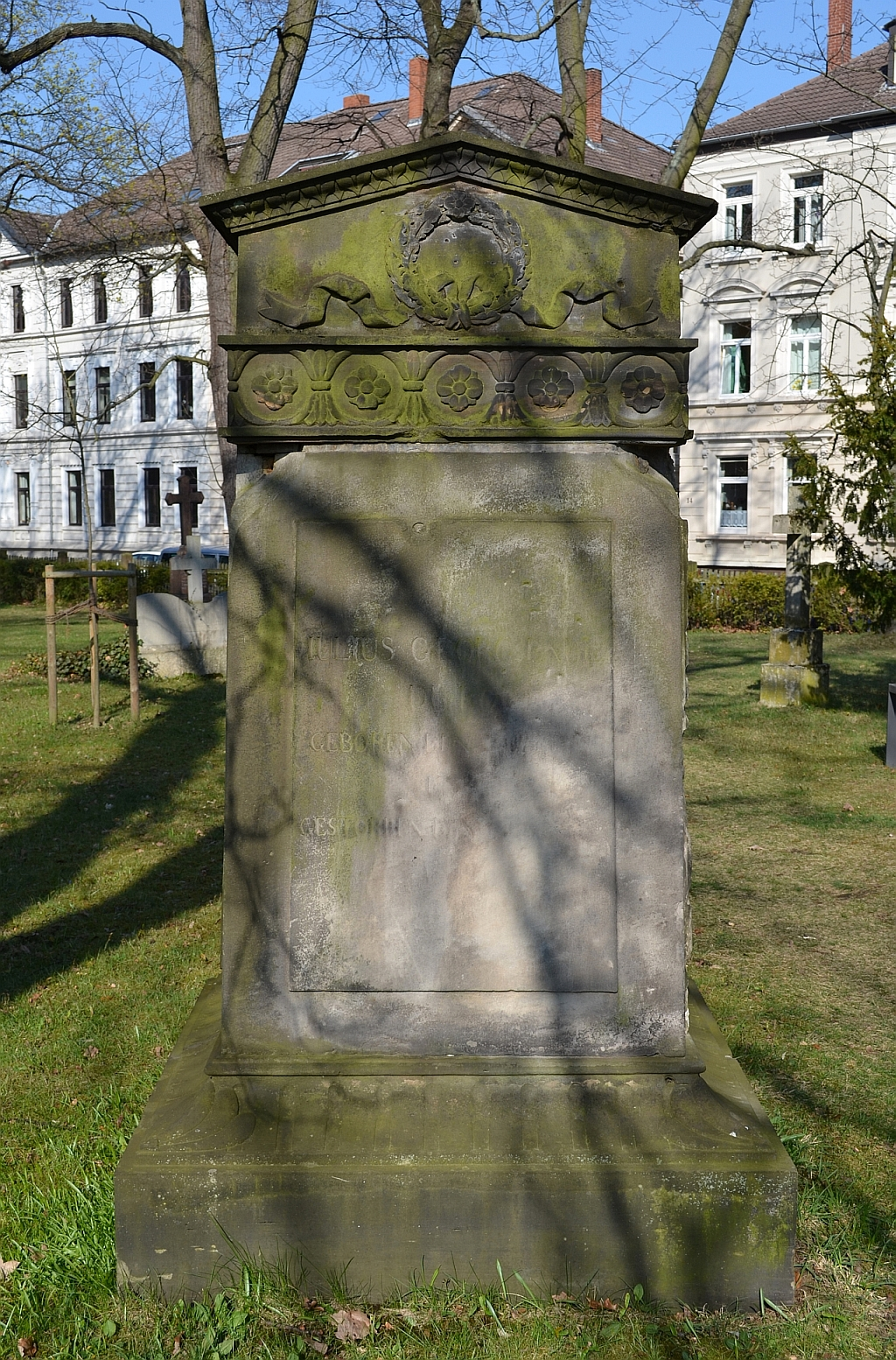
Verwitterter Grabstein du Rois auf dem Domfriedhof.

Nach seinem Studium an den Universitäten Helmstedt und Göttingen wurde du Roi 1779 in Helmstedt promoviert und 1780 außerordentlicher Professor an der dortigen juristischen Fakultät. Im Juni 1786 wurde er Assessor am herzoglich braunschweigischen Hofgericht in Wolfenbüttel und 1796 zum Hofrat beim Hofmarschallamt in Braunschweig ernannt.
1806 wurde er nach dem Tod des Gründers Johann Anton Leisewitz Erster Direktor der braunschweigischen Armenanstalt und leitete die Armenverwaltung des 1814 wiederhergestellten Herzogtums Braunschweig im Rang eines Geheimen Justizrats bis zu seinem Tod 1825.
Auf dem Braunschweiger Domfriedhof wurde du Roi ein Denkmal gesetzt. Der Armendirektion hinterließ er ein Vermächtnis, aus dessen Zinsen jährlich an seinem Geburtstag eine Armenspeisung finanziert wurde.
Der Richter Georg August Wilhelm du Roi war sein Sohn.

## Veröffentlichungen
Du Roi veröffentlichte unter anderem:
- Biographien der helmstädtischen Rechtslehrer, nebst genauen kritischen Nachrichten von ihren Schriften. Ein Beitrag zur Gelehrtengeschichte der Universität Helmstädt. 1789.
- Systematische Anleitung zur Kenntniß der Quellen und der Litteratur des braunschweig-wolfenbüttelschen Privatrechts. 1792.
- Darstellung der Grundsätze und Einrichtungen der braunschweigischen Armenanstalt, in besonderer Beziehung auf die von den Armenpflegern zu besorgenden Geschäfte. 1818.

In verschiedenen Zeitschriften publizierte er Abhandlungen auf den Gebieten des braunschweigischen und Römischen Rechts. Außerdem wurden Gedichte von ihm veröffentlicht.